# Ивашево (деревня, Костромская область)
Ивашево — деревня в Островском районе Костромской области. Входит в состав Адищевского сельского поселения.

## География
Деревня находится в южной части Костромской области, на расстоянии примерно 17 км (по прямой) к юго-западу от посёлка Островское, административного центра района.

### Часовой пояс
Деревня Ивашево, как и вся Костромская область, находится в часовой зоне МСК (московское время). Смещение применяемого времени относительно UTC составляет +3:00.

## Население
| 2008 | 2010 | 2014 |
| ---- | ---- | ---- |
| 177  | ↘30  | ↗250 |

### Национальный состав
Согласно результатам переписи 2002 года, в национальной структуре населения русские составляли 100 % из 269 чел.